# Triptyque russe
Pour plus de détails, voir Fiche technique et Distribution.
Triptyque russe est un film documentaire français en trois volets réalisé par François Caillat et sorti en 2018.

## Synopsis
L'histoire de la construction par les prisonniers du Goulag (les zeks), au début des années 1930 et au prix de vingt mille morts, du Belomorkanal (« Canal Staline ») reliant la mer Blanche à la mer Baltique.
Les trois volets :  
1. Vive le Canal Staline
2. Yurii Alekseïevitch Dmitriev
3. Le bruit de la terre

## Fiche technique
- Titre : Triptyque russe
- Réalisation : François Caillat
- Scénario : François Caillat
- Photographie : François Caillat, Laure Chichmanov, Jacques Besse et David Rodes
- Son : François Caillat, Laure Chichmanov et Stephan Bauer
- Montage : Marine Benveniste et Sophie Brunet
- Musique : Frédéric Boulard
- Production : Tempo Films / Le Fresnoy - Studio national des arts contemporains / Pictanovo
- Pays d'origine :  France
- Durée : 78 minutes
- Date de sortie : France - 23 novembre 2018 (Festival international du film d'histoire de Pessac)[1]

## Distinctions

### Récompenses
- Prix Bernard-Landier du jury lycéen au Festival international du film d'histoire de Pessac 2018[2]

### Sélections[3]
- Festival Traces de vies 2019
- Rencontres du cinéma documentaire (association Périphérie) 2019
- Rencontres cinématographiques de Cerbère / Port-Bou 2020